# Vomper Bach
La Vomper Bach est une rivière autrichienne qui prend sa source dans le massif de Karwendel, dans le land du Tyrol, et un affluent de l'Inn, donc un sous-affluent du Danube.

## Géographie
Elle coule d'abord d'ouest en est avant de partir vers le sud au niveau du village de Vomp. Elle termine sa course d'ans l'Inn après un parcours de 17 km.

## Source
- (en) Cet article est partiellement ou en totalité issu de l’article de Wikipédia en anglais intitulé « Vomperbach » (voir la liste des auteurs).